# Hammerstein
Hammerstein é um município da Alemanha localizado no distrito de Neuwied, estado da Renânia-Palatinado.
Pertence ao Verbandsgemeinde de Bad Hönningen.
Está situada às margens do Rio Reno.
Durante a era nazista, Hammerstein foi o local de um dos primeiros campos de concentração.